# Истакнуте личности НОП-а из Земуна
Списак истакнутих личности Народноослободилачког покрета (НОП) и народних хероја Југославије, који су из Земуна или су током Народноослобдилачког рата (НОР) боравили и радили на терену Земуна и околине.
- Браћа Абафи — Бранко (1923—1945) и Јанко (1925—1943). Пре рата активисти СКОЈ-а, а после окупације, учествовали су у многим акцијама НОП-а. Бранко је августа 1942. године успео да избегне хапшење и побегне у партизане. Погинуо је као политички комесар батаљона, на самом крају рата, 20. априла 1945. године, код Чачка приликом борби са четницима. Јанко је такође отишао у партизане, најпре у Срем, а затим у Босну где је и погинуо, новембра 1943. године.
- Синиша Богнер (1924—1944), ученик Земунске гимназије. После окупације приступио је у НОП и постао члан СКОЈ-а. Био је руководилац скојевске организације у гимназији. У пролеће 1943. године је отишао у партизане, а погинуо је почетком 1944. године приликом заузимања Бијељине.
- Миленко Веркић (1912—1942), грађевински радник, члан КПЈ од 1941. године. Учесник је Шпанског грађанског рата. Погинуо је децембра 1942. године, на планини Мајевици у Босни, као командир чете у Шестој источно-босанској ударној бригади. Проглашен је за народног хероја.
- Душан Вукасовић (1909—1945), учитељ, члан КПЈ од 1942. године. Активно учествује у НОП-у од првих дана устанка, 1941. године и заједно са сремским партизанима прелази у источну Босну. Био командант Треће војвођанске бригаде и 36. војвођанске дивизије. Погинуо 20. марта 1945. године у борбама код Осијека. Проглашен је за народног хероја.
- Михајло Вукша, металски радник и секретар партијске ћелије у фабрици „Икарус“. Током 1941. године је био иницијатор многих саботажа и диверзија у Земуну. Марта 1942. године, као делегат Среског комитета КПЈ за Земун, упућен је у Карловчић, а потом је отишао у партизане. Погинуо је 8. децембра 1943. године код села Петровчића, као политички комесар Диверзантског батаљона Главног штаба НОВ и ПО Војводине.
- Светислав Голубовић Митраљета (1917—1942), земљорадник из Батајнице, члан КПЈ од 1941. године. Био је члан партијске ћелије у Батајници и организатор акција и саботажа против окупатора. У лето 1942. године је избегао хапшење и отишао у партизане на Фрушку гору, где је и погинуо.
- Породица Девалд, припадници немачке националне мањине из Земуна. Отац Томас био је учесник Оснивачког конгреса СРП(к) 1919. године, а између рата је био један од водећих синдикалних функционера у Земуну. Хапшен је више пута, а 1941. године ухапшен је заједно са читавом породицом. После пуштања из затвора, заједно са супругом, Франциском, прелази на ослобођену територију. Ухваћени су 1943. и одведени у логор на Сајмишту, где су и убијени. Њихови синови, Александар-Шаца и Тома и ћерка Тереза, активно су учествовали у НОП-у. Александар је био члан СКОЈ-а од 1939. и КПЈ од 1941; погинуо је у партизанима 1941. године. Тома је, по задатку Партије, радио у фашистичким организацијама, прикупљајући податке и вршећи услуге за НОП. Тереза је била илегалка, ухапшена је у Београду и до краја рата остала у логору.
- Божица Дивнић (1924—1942), активисткиња СКОЈ-а. Одмах после окупације укључила се у рад НОП-а. Први пут је ухапшена, заједно са братом Ацом, у новембру 1941. године, али је, услед недостатка доказа, после месец дана пуштена. У лето 1942. године поново је ухапшена и спроведена у Вуковар, где је убијена.
- Вера Димитријевић (1915—1945), кројачка радница. Априла 1943. године постала је председница првог одбора Антифашистичког фронта жена (АФЖ) у Земуну. Новембра 1943. ухапшена и одведена, најпре, у логор Стара Градишка, а потом у логор Јасеновац, где је убијена априла 1945. године.
- Коста Драгичевић (1920—1942), борац Подунавског партизанског одреда, члан КПЈ од 1941. године. Пре рата радио као цртач у Географском заводу. Био је учесник диверзија и саботажа у Земуну. Ухапшен је крајем 1941. и услед недостатака доказа пуштен. Потом одлази у партизане. Погинуо је 1942. године код села Чортановаца.
- Стеван Дукић (1920—1942), радник, члан КПЈ од 1938. године. Био најпре члан, а од 1942. године секретар Среског комитета КПЈ за Земун. Ухапшен и убијен у полицији, јуна 1942. године. Проглашен је за народног хероја.
- Павле Зарић Кинг (1918—1942), студент ветерине, члан КПЈ од 1941. године. Револуционарном омладинском покрету приступио је још као ђак Земунске гимназије. Године 1941. отишао у партизане и био политички комесар чете. Погинуо је августа 1942. године, на Иришком венцу, заједно са Светиславом Голубовићем Митраљетом.
- Емилија Јакшић (1924—1949), чланица СКОЈ-а од 1940, а КПЈ од 1942. године. Обављала функције члана Месног комитета СКОЈ-а за Земун, секретара Среског комитета СКОЈ-а и члана Среског комитета КПЈ за Земун. Октобра 1943. године одлуком Покрајинског комитета КПЈ за Србију, послата на рад у Шумадију. Носилац Партизанске споменице 1941.
- Петар Јововић (1915—1942), металски радник, члан КПЈ од 1941. године. Ухапшен децембра 1941. и стрељан априла 1942. године.
- Браћа Крњешевац - Сава (1921—1942) и Славко (1923—1942), активисти СКОЈ-а. Славко је био члан Рејонског комитета КПЈ за Горњи град. Ухапшени су августа 1942. године и стрељани у Сремској Митровици.
- Јакуб Кубуровић (1918—1941), инжињер агрономије, секретар партијске ћелије Прилаз-Калварија. Приликом покушаја хапшења, 28. априла 1942. године, рањен, а потом мучен у полицији и после неколико дана убијен.
- Деса Лежајић (1920—1943), радница, чланица СКОЈ-а од 1940, а КПЈ од 1941. године. Била је члан Среског комитета СКОЈ-а за Земун, а почетком 1943. је прешла на рад у Месни комитет КПЈ за Београд. Ухапшена и стрељана у Јајинцима, 7. јула 1943. године.
- Јанко Лисјак (1914—1943), радник, члан КПЈ од 1935. године. Од септембра 1941. до маја 1942. године налазио се на дужности секретара Среског комитета КПЈ за Земун и руководио је оружаном борбом у граду. После је пребачен у Београд, на дужност секретара Месног комитета КПЈ за Београд. Ухапшен је јануара 1943. године и убијен. Проглашен је за народног хероја.
- Фрањо Крч (1916—1944), браварски радник и активиста СКОЈ-а, радио је у Народноослободилачком одбору Првог рејона. Ухапшен је у пролеће 1944. године, заједно са Надом Живић, и после мучења у полицији убијен.
- Негован Љубинковић Јовица (1915—1943), земљорадник, члан КПЈ од 1940. године, политички комесар Треће чете Четвртог батаљона Сремског партизанског одреда. Пред рат је био секретар партијске организације у Шимановцима, а после окупације, један од организатора устанка у овом делу Срема. Погинуо је 11. јануара 1943. године приликом напада на непријатељску посаду у селу Деч.
- Милош Мамић (1918—1942), металски радник, члан КПЈ од 1937. године. Маја 1941. године постаје секретар новообразованог Среског комитета КПЈ за Земун. Ухапшен је августа исте године, али успева да побегне из полиције и одлази у Београд, а потом на југ Србије. Погинуо је априла 1942. године у селу Југовцу. Проглашен је за народног хероја.
- Лазар Мамузић (1913—1941), кројачки радник, члан КПЈ од 1938. године. Најпре је био секретар партијске ћелије у Доњем граду, потом од 1940. године секретар Месног комитета КПЈ за Земун и од 1941. члан Среског комитета КПЈ за Земун. Ухапшен је 23. јуна 1941. године и крајем године стрељан у Јајинцима.
- Сава Михић (1917—1942), студент Пољопривредног факултета, члан КПЈ од 1941. године. Био је секретар једне партијске ћелије. Ухапшен је октобра 1942. године и убијен у полицији.
- Марко Никезић (1921—1991), студент, члан КПЈ од пре рата. У току НОР-а био секретар СК СКОЈ-а, а потом и секретар Среског комитета КПЈ за Земун. После отишао у партизане у Космајски партизански одред. После ослобођења био активни друштвено-политички радник. Носилац је Партизанске споменице 1941.
- Влада Обрадовић Камени (1912—1944), земљорадник, члан КПЈ од 1942. године. Током 1941. године учествовао је у акцијама сремских партизана, а 1942. прелази у источну Босну. Касније се вратио у Срем. Погинуо је 2. јуна 1944. године, код села Шимановаца, као командант Трећег батаљона Шесте војвођанске бригаде. Проглашен је за народног хероја.
- Бранко Пешић (1922—1986), члан КПЈ од 1942. године. Првих година рата био партијски активиста у Земуну, а потом одлази у партизане и са борцима из Срема прелази у Босну. После ослобођења био председник општине Земун и градоначелник Београда.
- Бранко Плећаш (1920—1943), металски радник. члан Среског комитета СКОЈ-а за Земун. Учествовао је у многим диверзантским акцијама у Земуну. Године 1943, по налогу Партије, прешао из Срема у Србију, ради успостављања везе, и тамо погинуо.
- Јован (1925—1945) и Јованка Попић (1927—1944), брат и сестра, активисти НОП-а. Јован је 1942. године постао члан СКОЈ-а, а касније и члан Градског комитета СКОЈ-а за Земун. Учествовао је у многим акцијама НОП-а у Земуну. Јануара 1944. године ухапшена је читава њихова породица. Јован је убијен у Јасеновцу 1945, а Јованка у Старој Градишки 1944. године.
- Момчило Радивојевић (1914—1942), механичар, члан СКОЈ-а од 1941. године. Истицао се у акцијама и саботажама, растурању летака и писању парола. Стрељан у пролеће 1942. године у Сремској Митровици.
- Никола Рибарић (1925—1945), металски радник. Руководио је скојевском организацијом у предузећу „Телеоптик“. Године 1943. постао је члан Градског комитета СКОЈ-а за Земун. Учествовао је у бројним акцијама против окупатора. Крајем септембра 1943. године ухапшен са целокупном породицом и одведен у логор на Сајмишту. Јуна 1944. је пуштен, али је после месец дана поново ухапшен и пребачен у логор Стара Градишка, где је убијен 1945. године.
- Илија Рогулић (1911—1943), браварски радник, члан КПЈ од 1941. године. После окупације је радио на организовању НОП-а у селима Земунског среза. Био је и члан првог Среског одбора Народноослободилачког фонда. Ухапшен и мучен у затвору. Земунски илегалци су организовали његово спашавање, али оно није успело. Пребачен у Загреб и стрељан 1943. године.
- Лазар Саватић (1914—1950), машинбраварски радник, члан КПЈ од 1942. године. До одласка у партизане, октобра 1943. године обављао дужност секретара партијске ћелије у фабрици „Икарус“. Учествовао је у организовању и извршењу, диверзија, саботажа и атентата. Проглашен је за народног хероја.
- Милан Степановић Матроз (1922—1962), члан КПЈ од 1941. године. У току НОР-а био је најпре на илегалном раду у Земуну, као секретар Среског комитета СКОЈ-а и Среског комитета КПЈ за Земун, а од 1942. године у партизанима, био је командант Посавског партизанског одреда. После ослобођења активни друштвено-политички радник.
- Јован Стојсављевић (1915—1941), радник, августа 1939. године обновио рад Рејонског комитета КПЈ за Земун и био његов први секретар. Као члан Централног комитета СКОЈ-а, после окупације радио на организовању саботажа и диверзија у Београду. Ухапшен и стрељан октобра 1941. године.
- Сестре Страјин - Јованка (1920—1942), Вера (1922—1942) и Нада (1924—1942), активисткиње СКОЈ-а. Најстарија сестра, Јованка, била је супруга Јакуба Кубуровића. Најмлађа, Нада, је била члан Рејонског комитета СКОЈ-а и активни омладински активиста. У њиховом стану, у првим данима окупације, одржавани су курсеви прве помоћи. Нада је убијена у Загребу, а Јованка и Вера и у Јасеновцу, 1942. године.
- Мирко Тепавац, студент, члан КПЈ од 1942. године. У току НОБ-а био члан Среског комитета СКОЈ-а за Земун. После отишао у партизане. После ослобођења био активни друштвено-политички радник. Носилац је Партизанске споменице 1941.
- Милан Узелац (1914—1944), кожарски радник, члан КПЈ од 1941. године. Био је секретар једне партијске ћелије, организатор и учесник многих диверзантских акција. Почетком 1943. године отишао у партизане. Погинуо је 1944. године у западној Србији као политички комесар Трећег посавског батаљона Трећег сремског партизанског одреда.
- Браћа Фогл - Силвестер (1910—1942) и Јанко (1913—1945), припадници немачке националне мањине. Још пре рата учествовали у радничком покрету и били чланови КПЈ. Силвестер, који је био столарски радник, најпре је био члан Месног комитета КПЈ, а потом и Среског комитета КПЈ за Земун. Ухапшен је 1941. године, али је успео да побегне из затвора и оде у Београд, а потом у партизане, где је погинуо 1942. године. Јанко је био металски радник и пре рата, члан Градског одбора „Црвене помоћи“, а за време окупације члан Среског одбора НОФ-а. У партизане је отишао 1942. године. У једној борби, 1943. године, рањен и заробљен. Убијен је у Јасеновцу 1945. године.
- Андрија Хабуш (1913—1944), текстилни радник, члан КПЈ од пре рата. Пре рата радио као текстилни радник у Београду, где је учествовао у организовању многих штрајкова и демонстрација. После окупације прелази у Земун, где је био члан Среског комитета КПЈ. Августа 1941. године ухапшен је, заједно са Милошем Мамићем, али је успео да побегне у Београд, а потом у партизане, где је погинуо.
- Јосип Шенер (1898—1971), социјалиста, припадник немачке националне мањине. Био је делегат на Оснивачком конгресу СРП(к), априла 1919. године. Између два рата илегално је деловао као члан КПЈ и био активан у радничком покрету. Заједно са читавом породицом, активно учествовао у НОП-у, од 1941. године. Заједно са супругом Маријом и ћерком Емом, био затваран у логору на Сајмишту. Његови синови Херман и Јожа били су у партизанима. Носилац је Партизанске споменице 1941.
- Пал Шоти (1916—1993), браварски радник, члан КПЈ од 1939. године. Маја 1941. године долази у Земун и постаје члан Среског комитета КПЈ и секретар Среског комитета СКОЈ-а за Земун. Јуна 1942. године преузима функцију секретар СК КПЈ за Земун, а у пролеће 1943. постаје први председник Среског Народноослободилачког одбора. Потом постаје члан Покрајинског комитета КПЈ за Војводину и прелази у Бачку. После ослобођења био активни друштвено-политички радник. Проглашен је за народног хероја.
- Јосиф Јозо Шћурла (1922—1942), зидарски радник, члан СКОЈ-а од 1935, а КПЈ од 1940. године. Током 1940. године био је члан Месног комитета КПЈ за Земун, а од септембра 1941. секретар Среског комитета СКОЈ-а за Земун. Почетком 1942. одлази у Београд на дужност организационог секретара Месног комитета СКОЈ-а за Београд. Ухапшен и убијен, фебруара 1942. године.
- Милица Шуваковић (1911—1942), студенткиња, чланица КПЈ од пре рата. Одмах по окупацији Земуна, ухапшена је од стране усташа. После изласка из затвора, отишла је најпре у Београд, а потом на југ Србије. Почетком 1942. године ухапшена је у Прокупљу, и крајем исте године стрељана у нишком логору.